# Mischabelhütte
Il Mischabelhütte (3.329 m s.l.m.) è un rifugio alpino del Massiccio del Mischabel (Alpi Pennine) nel Canton Vallese.

## Caratteristiche
Si trova in posizione molto esposta su una cresta che scende dal Lenzspitze tra i ghiacciai Hohbalm e Fall.
Un primo rifugio è stato costruito nel 1903. Nel 1974 è stato costruito un secondo rifugio che è stato affiancato al primo.

## Accesso

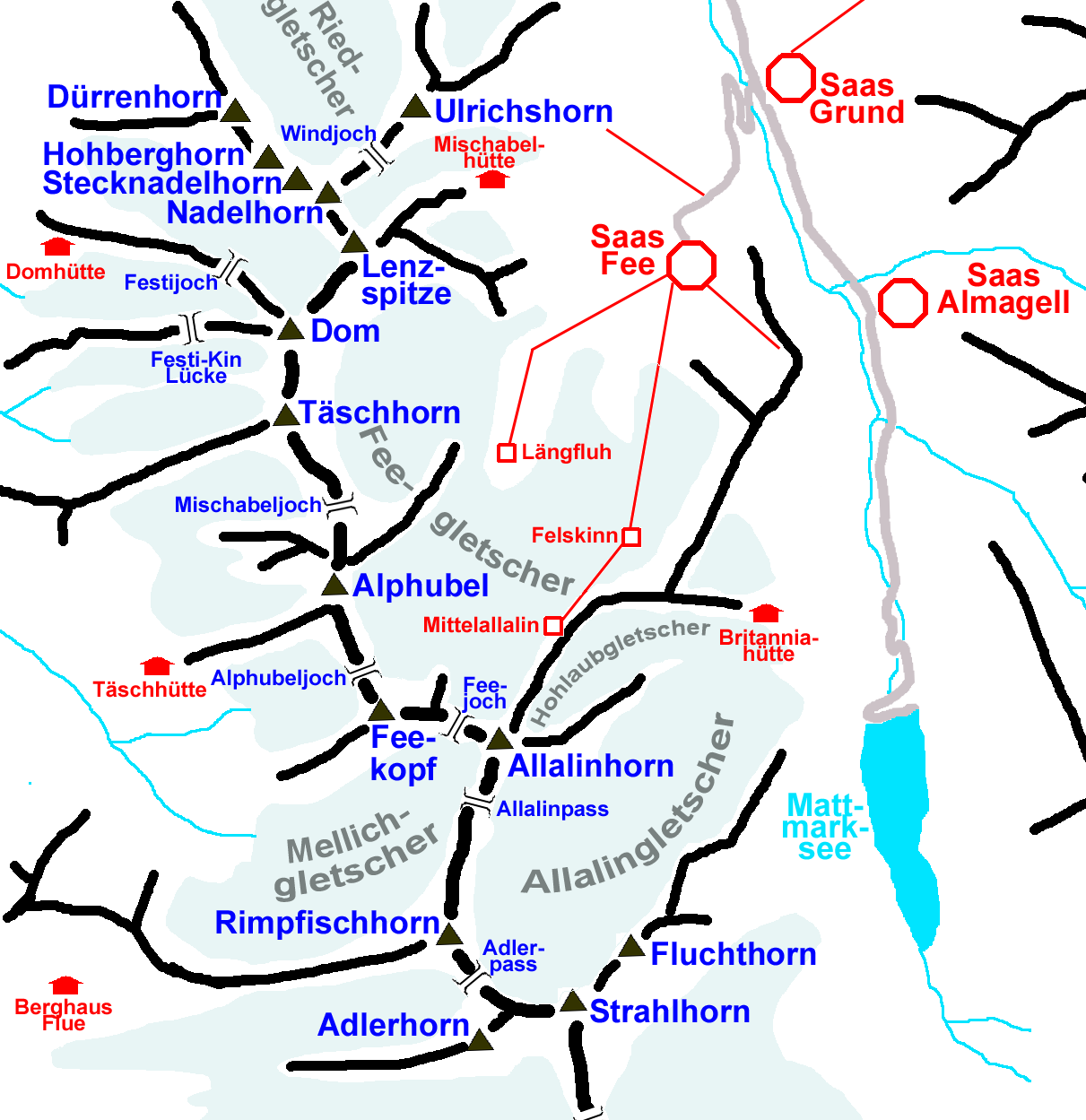
Mappa schematica del Massiccio del Mischabel con indicata la posizione del rifugio.

Il rifugio è raggiungibile in circa 4 ore da Saas-Fee. Il percorso nei punti più difficili ed esposti è attrezzato con cavi metallici e gradini artificiali.

## Ascensioni
- Nadelhorn - 4.327 m
- Lenzspitze - 4.294 m
- Hohberghorn - 4.219 m